# Jaderné dělení
Dělení buněčného jádra (karyokineze) může být: 
1. přímé (amitóza) – nezaručuje rovnoměrné rozdělení jaderného genomu do dceřiných jader / buněk
2. nepřímé (mitóza) – rovnoměrné rozdělení (2 kopií) jaderného genomu, dceřiná jádra jsou vzájemně identická
3. redukční (meióza) – po kvantitativní stránce dochází k relativně rovnoměrné rozdělení[p 1] jaderného genomu, počet chromozomů (resp. chromozomových sad) dceřiných jader je redukován na polovinu původního množství. Geny dceřiných jader nemusí být kvalitativně stejné, jsou mezi ně totiž rozděleny homologické chromozomové sady (vytvořené náhodnou segregací homologických chromozomů) a nikoli identické kopie DNA.

Po dělení jádra obvykle následuje rozdělení celé buňky (cytokineze).